# Epiparactis
Epiparactis is een geslacht van zeeanemonen uit de familie van de Actinoscyphiidae.

## Soort
- Epiparactis dubia Carlgren, 1921